# Osijek
Osijek (tiếng Croatia phát âm ɔsijɛ̝ ː k]; Đức: Esseg, cũng Essegg, tiếng Hungary: Eszék) là thành phố lớn thứ tư ở Croatia với 107.784 dân trong năm 2011. Đây là thành phố lớn nhất và trung tâm của kinh tế và văn hóa của khu vực phía đông Slavonia thuộc Croatia, cũng như trung tâm hành chính của hạt Osijek-Baranja. Thành phố Osijek nằm trên bờ phải của sông Drava, 25 km (16 dặm) thượng nguồn của nơi hợp lưu của nó với sông Danube, ở độ cao 94 mét (308 ft).
Thành phố có sân bay Osijek

## Khí hậu
Osijek có khí hậu lục địa ẩm (phân loại khí hậu Köppen Dfb).
| Dữ liệu khí hậu của Osijek (1971–2000)    | Dữ liệu khí hậu của Osijek (1971–2000) | Dữ liệu khí hậu của Osijek (1971–2000) | Dữ liệu khí hậu của Osijek (1971–2000) | Dữ liệu khí hậu của Osijek (1971–2000) | Dữ liệu khí hậu của Osijek (1971–2000) | Dữ liệu khí hậu của Osijek (1971–2000) | Dữ liệu khí hậu của Osijek (1971–2000) | Dữ liệu khí hậu của Osijek (1971–2000) | Dữ liệu khí hậu của Osijek (1971–2000) | Dữ liệu khí hậu của Osijek (1971–2000) | Dữ liệu khí hậu của Osijek (1971–2000) | Dữ liệu khí hậu của Osijek (1971–2000) | Dữ liệu khí hậu của Osijek (1971–2000) |
| Tháng                                     | 1                                      | 2                                      | 3                                      | 4                                      | 5                                      | 6                                      | 7                                      | 8                                      | 9                                      | 10                                     | 11                                     | 12                                     | Năm                                    |
| ----------------------------------------- | -------------------------------------- | -------------------------------------- | -------------------------------------- | -------------------------------------- | -------------------------------------- | -------------------------------------- | -------------------------------------- | -------------------------------------- | -------------------------------------- | -------------------------------------- | -------------------------------------- | -------------------------------------- | -------------------------------------- |
| Cao kỉ lục °C (°F)                        | 19.0 (66.2)                            | 23.0 (73.4)                            | 26.9 (80.4)                            | 30.9 (87.6)                            | 36.0 (96.8)                            | 39.6 (103.3)                           | 40.3 (104.5)                           | 40.3 (104.5)                           | 37.1 (98.8)                            | 30.5 (86.9)                            | 25.8 (78.4)                            | 21.3 (70.3)                            | 40.3 (104.5)                           |
| Trung bình ngày tối đa °C (°F)            | 3.3 (37.9)                             | 6.5 (43.7)                             | 12.3 (54.1)                            | 17.2 (63.0)                            | 22.6 (72.7)                            | 25.6 (78.1)                            | 27.6 (81.7)                            | 27.5 (81.5)                            | 23.4 (74.1)                            | 17.4 (63.3)                            | 9.4 (48.9)                             | 4.7 (40.5)                             | 16.5 (61.7)                            |
| Trung bình ngày °C (°F)                   | −0.2 (31.6)                            | 1.8 (35.2)                             | 6.4 (43.5)                             | 11.2 (52.2)                            | 16.7 (62.1)                            | 19.7 (67.5)                            | 21.3 (70.3)                            | 20.8 (69.4)                            | 16.5 (61.7)                            | 11.0 (51.8)                            | 5.1 (41.2)                             | 1.2 (34.2)                             | 11.0 (51.8)                            |
| Tối thiểu trung bình ngày °C (°F)         | −3.3 (26.1)                            | −2.1 (28.2)                            | 1.3 (34.3)                             | 5.5 (41.9)                             | 10.5 (50.9)                            | 13.6 (56.5)                            | 14.8 (58.6)                            | 14.5 (58.1)                            | 10.8 (51.4)                            | 6.1 (43.0)                             | 1.6 (34.9)                             | −1.7 (28.9)                            | 6.0 (42.8)                             |
| Thấp kỉ lục °C (°F)                       | −27.1 (−16.8)                          | −26.4 (−15.5)                          | −21 (−6)                               | −6.8 (19.8)                            | −3 (27)                                | 1.0 (33.8)                             | 4.7 (40.5)                             | 5.1 (41.2)                             | −1.2 (29.8)                            | −8.6 (16.5)                            | −15.7 (3.7)                            | −23.2 (−9.8)                           | −27.1 (−16.8)                          |
| Lượng Giáng thủy trung bình mm (inches)   | 41.4 (1.63)                            | 35.1 (1.38)                            | 40.5 (1.59)                            | 51.0 (2.01)                            | 59.2 (2.33)                            | 82.0 (3.23)                            | 65.4 (2.57)                            | 61.9 (2.44)                            | 51.0 (2.01)                            | 56.6 (2.23)                            | 61.7 (2.43)                            | 49.1 (1.93)                            | 654.9 (25.78)                          |
| Số ngày giáng thủy trung bình (≥ 0.1 mm)  | 11.3                                   | 10.6                                   | 11.2                                   | 13.0                                   | 13.3                                   | 13.4                                   | 10.6                                   | 9.9                                    | 9.4                                    | 10.5                                   | 11.7                                   | 12.3                                   | 137.2                                  |
| Số ngày tuyết rơi trung bình (≥ 1.0 cm)   | 10.3                                   | 7.8                                    | 2.1                                    | 0.0                                    | 0.0                                    | 0.0                                    | 0.0                                    | 0.0                                    | 0.0                                    | 0.0                                    | 2.2                                    | 6.5                                    | 28.9                                   |
| Độ ẩm tương đối trung bình (%)            | 87.5                                   | 81.9                                   | 74.1                                   | 71.3                                   | 70.1                                   | 70.9                                   | 69.6                                   | 71.8                                   | 76.2                                   | 79.2                                   | 86.1                                   | 88.5                                   | 77.3                                   |
| Số giờ nắng trung bình tháng              | 58.9                                   | 96.1                                   | 145.7                                  | 171.0                                  | 217.0                                  | 231.0                                  | 260.4                                  | 251.1                                  | 189.0                                  | 142.6                                  | 69.0                                   | 55.8                                   | 1.887,6                                |
| Phần trăm nắng có thể                     | 20                                     | 34                                     | 42                                     | 45                                     | 52                                     | 55                                     | 60                                     | 61                                     | 53                                     | 44                                     | 25                                     | 21                                     | 45                                     |
| Nguồn: Cơ quan Khí tượng Thủy văn Croatia |                                        |                                        |                                        |                                        |                                        |                                        |                                        |                                        |                                        |                                        |                                        |                                        |                                        |

## Liên kết
- Osijek 031 city portal
- Osijek Online Lưu trữ ngày 11 tháng 9 năm 2007 tại Wayback Machine
- Osijek tourist information Lưu trữ ngày 26 tháng 6 năm 2007 tại Wayback Machine
- (tiếng Anh) Spring, Zvonko (1999). "Osijek - Essek - Mursa: My hometown for more than 74 years". CroatianHistory.net. Truy cập ngày 13 tháng 10 năm 2009.[cần định rõ]